# Ophiorrhiza elmeri
Ophiorrhiza elmeri är en måreväxtart som beskrevs av Elmer Drew Merrill. Ophiorrhiza elmeri ingår i släktet Ophiorrhiza och familjen måreväxter. Inga underarter finns listade i Catalogue of Life.